# Гловачув (Мазовецьке воєводство)
Гловачув (пол. Głowaczów) — місто в Польщі, у гміні Гловачув Козеницького повіту Мазовецького воєводства.
Населення — 845 осіб (2011). З 1 січня 2024 року має статус міста.
У 1975-1998 роках село належало до Радомського воєводства.

## Демографія
Демографічна структура станом на 31 березня 2011 року:
|          | Загалом | Допрацездатний вік | Працездатний вік | Постпрацездатний вік |
| -------- | ------- | ------------------ | ---------------- | -------------------- |
| Чоловіки | 422     | 73                 | 313              | 36                   |
| Жінки    | 423     | 80                 | 249              | 94                   |
| Разом    | 845     | 153                | 562              | 130                  |